# Sinoradimella
Sinoradimella is een geslacht van kreeftachtigen uit de klasse van de Ostracoda (mosselkreeftjes).

## Soorten
- Sinoradimella costata (Hu, 1979) Hu & Tao, 1986 †
- Sinoradimella luchua Hu & Tao, 2008
- Sinoradimella microcostata Hu & Tao, 1986 †
- Sinoradimella microreticulata (Hu, 1981) Hu & Tao, 1986 †
- Sinoradimella minor (Hu, 1979) Hu & Tao, 1986 †
- Sinoradimella nodulosa (Hu, 1977) Hu & Tao, 1986 †
- Sinoradimella pentockensis (Kingma)
- Sinoradimella virgata (Hu, 1979) Hu & Tao, 1986 †